# Vitsjön, Västergötland
Vitsjön är en sjö i Tidaholms kommun i Västergötland och ingår i Göta älvs huvudavrinningsområde. Sjöns area är 0,025 kvadratkilometer och den befinner sig 162 meter över havet.